# Stercorarius pomarinus

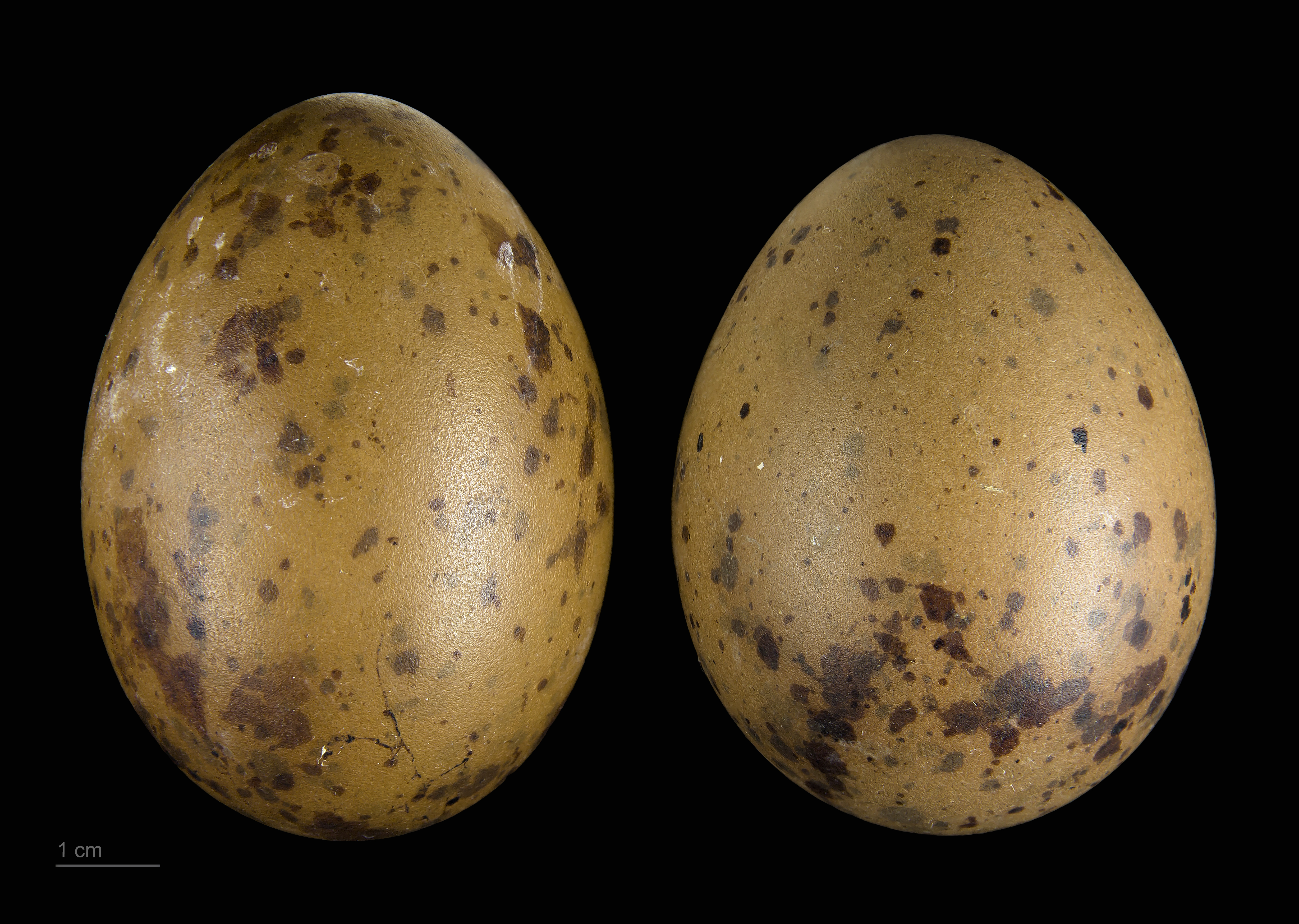
Stercorarius pomarinus - MHNT

El págalo pomarino o salteador pomarino (Stercorarius pomarinus) es una especie de ave Charadriiforme de la familia Stercorariidae. Es un ave marina ampliamente distribuida por las costas europeas y norteamericanas.